# GO-1グランプリ
GO-1グランプリは、フジテレビが開催する一般参加型アマチュアアームレスリング大会である。

## 概要
2005年1月にお台場フジテレビの社屋で初めて開催され、2006年8月までに過去4回おこなわれている。
出場選手はGO-1ファイターと呼ばれ、腕に自信のある人なら誰でも出場が可能である。
野球選手vsサッカー選手、柔道選手vsボクシング選手、スポーツインストラクターvsテニスコーチ、配送業vs警備業など、一般応募の出場選手による大会ならではの異種格闘技戦も魅力のひとつとなっている。
大会は右手のみで実施され、様々なカテゴリで開催される。GRANDPRIXシリーズの階級は主にライト級、ミドル級、ヘビー級、無差別級、女子に分けられる。GRANDPRIXシリーズの他にも様々な大会が実施される。
- GO-1 GRANDPRIX
- GO-1 GOLDEN STARS
- GO-1 GP 高校生選手権